# City of Bankstown
City of Bankstown – jeden z 38 samorządów lokalnych wchodzących w skład aglomeracji Sydney, największego zespołu miejskiego Australii. Leży na zachód od ścisłego centrum Sydney. Nazwa obszaru pochodzi od nazwiska Josepha Banksa, brytyjskiego botanika, uczestnika wyprawy Jamesa Cooka, podczas której Nowa Południowa Walia została ogłoszona kolonią brytyjską, a później jednego z głównych orędowników jej zasiedlenia skazańcami. Liczy 170 489 mieszkańców (2006) i zajmuje powierzchnię 77 km².

## Galeria

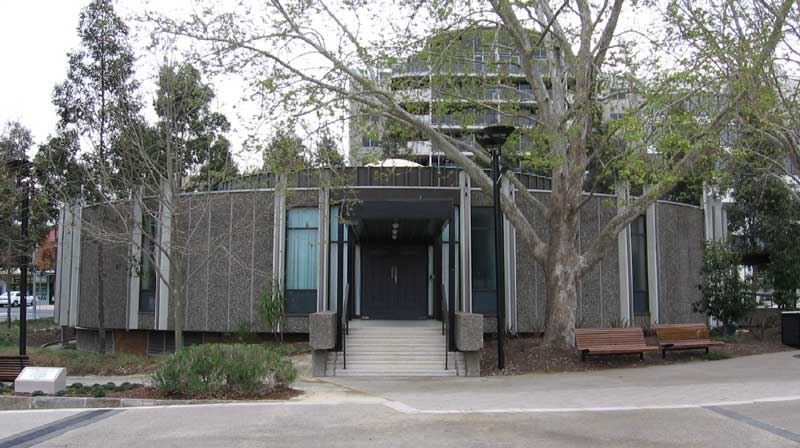
Budynek Rady Miasta
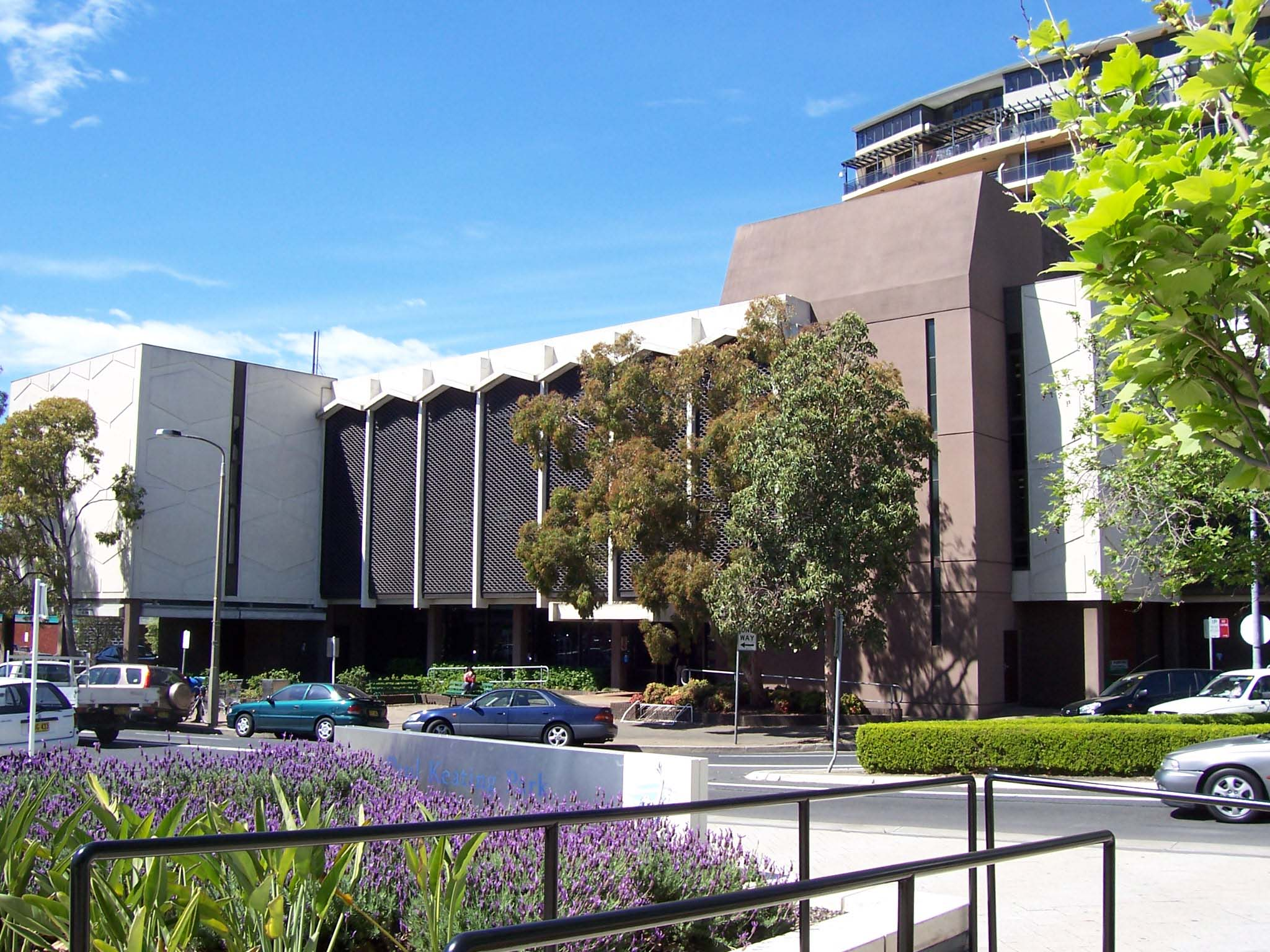
Biblioteka miejska
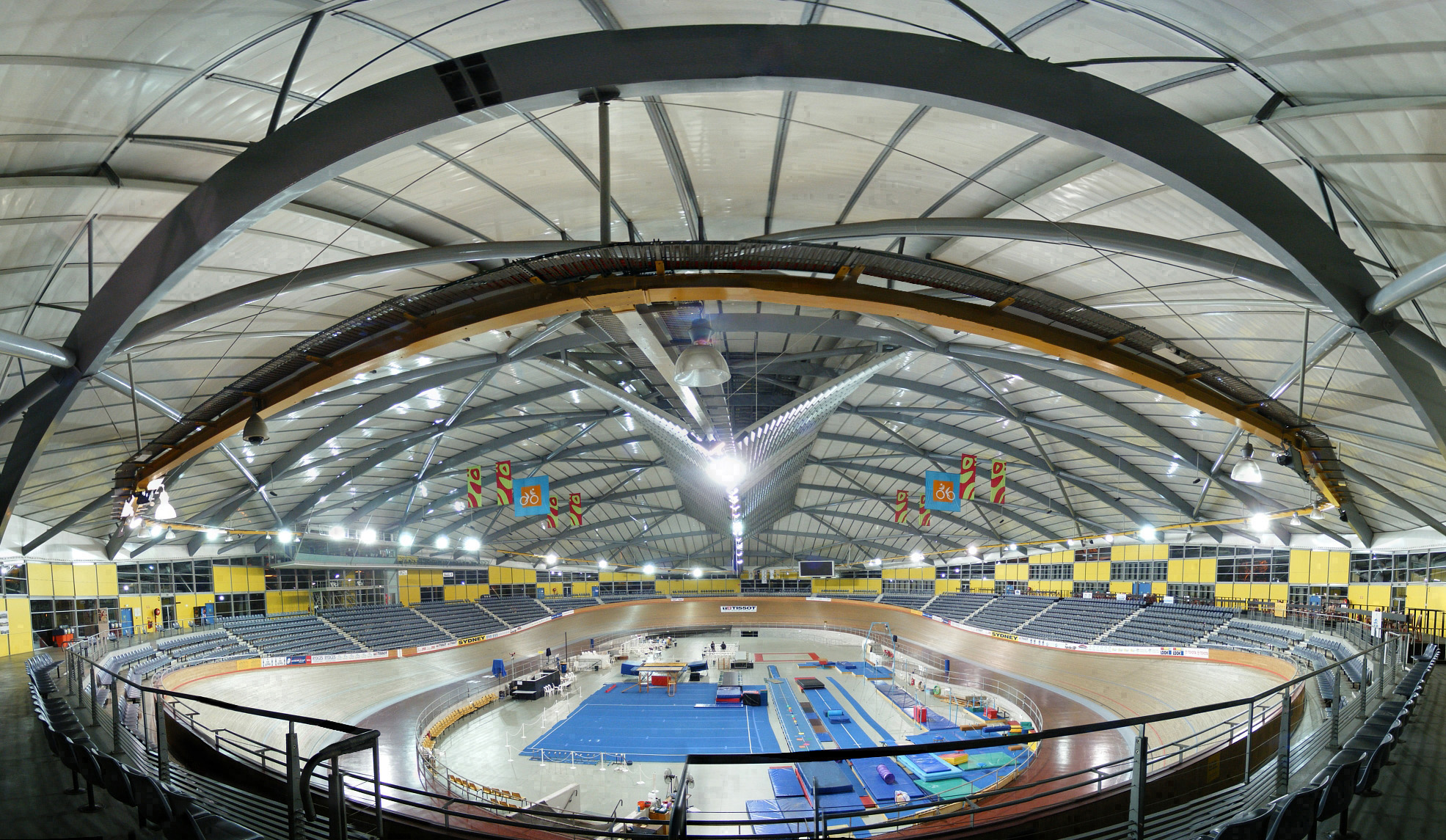
Welodrom Dunc Gray